# ガーデンデザイナー
ガーデンデザイナー(Garden Designer)は、庭をデザインすることを職業としているデザイナー。
関連団体として 日本ガーデンデザイナー協会 (ジャパンガーデンデザイナーズ協会) JAGがある。

## 日本で活躍するデザイナー
- 浦崎正勝（ひまわりライフ代表）
- 野﨑幸夫
- マーク・チャップマン
- 吉谷桂子
- 玉崎弘志(湘南グリーンサービス)
- 豊田美紀
- ポール・スミザー
- 本間吉隆
- 上野砂由紀　(上野ファーム)
- ケイ山田　(バラクラ・イングリッシュガーデン)
- 難波光江
- 柳生真吾
- 中尾公子
- 武部正俊
- 白井温紀
- 井田洋介
- 正木覚
- 加地一雅
- 藤田礼子
- 糟谷護
- 瀬川正明
- 南条登
- 新海辰三
- 井田洋介
- 榊原八朗
- 中谷耿一郎
- 川口 豊
- 小出兼久
- 白砂伸夫
- 住谷弘法
- 上野周三
- 越智千春
- 安諸定男
- 武田 純
- 高崎康隆
- 長谷川定子
- 長谷川祐二
- 山崎誠子
- 金井良一
- 山崎一也
- 本田眞司
- 多田欣也
- 大島裕
- 枝洋一
- 長友惠子(有限会社アール・ツゥ）
- 星ひで樹
- 森淳之

## 海外のデザイナー
- ファン・ジヘ
- ジャン＝マリー・モレル（英語版）
- ウェン・Zhenheng（英語版）
- ジャック・Boyceau
- ジョージ・Ellwanger（英語版）
- レイチェル・ランバート・メロン（英語版）
- エルマー・スウェンソン（英語版）
- リチャード・Pescott（英語版）
- アレックス・Shigo（英語版）
- ウィリアム・ロバート・ウッドマン（英語版）
- サイモン・ロディア
- デロス・ホワイト・ビードル（英語版）
- ロズウェル・ガルスト（英語版）
- ジョセフ・ステイマン（英語版）
- ウィリアム・ギルドフォイル（英語版）
- エドワード・ジェームズ
- ヘンリー・ダブルデイ（英語版）
- アグネス・ブロック（英語版）
- ワシントン・アトリー・バーピー（英語版）
- ヨハン・マンサ（英語版）
- デビッド・バーピー（英語版）
- ヴィクトール・ルモワーヌ
- ジェフリー・ジェリコー
- ジェームズ・スミス（英語版）
- パトリック・バリー
- フランシス・キャボット（英語版）
- ジョージ・ワットパーク（英語版） (1853 – 1935)
- エリザベス・バーロー・ロジャーズ（英語版）
- ジャン＝バティスト・アレクサンドル・ル・ブロンド
- ベアトリクス・ファーランド
- ピエト・オードルフ（英語版）